# Ewa Lorska
Ewa Lorska (ur. 30 grudnia 1976 w Łosicach) – polska aktorka teatralna, filmowa i telewizyjna. Absolwentka Państwowej Wyższej Szkoły Teatralnej we Wrocławiu w 1999 roku. Występuje na scenie teatralnej oraz w produkcjach filmowych i serialowych. Znana m.in. z ról w filmach Wyklęty, Supernova, Listy do M. 5 oraz z seriali Infamia, Profilerka, Gliniarze.

## Życiorys
Urodziła się 30 grudnia 1976 roku w Łosicach. Dorastała w Namysłowie, tam - jako 8-letnia dziewczynka - stawiała pierwsze kroki na scenie Namysłowskiego Ośrodka Kultury.
W 1999 roku ukończyła studia aktorskie na we wrocławskiej filii Wydziału Aktorskiego Państwowej Wyższej Szkoły Teatralnej im. Ludwika Solskiego w Krakowie (obecnie Akademia Sztuk Teatralnych im. Stanisława Wyspiańskiego w Krakowie, Polska).
Po ukończeniu studiów rozpoczęła pracę na scenie teatralnej. Występowała w Teatrze Dramatycznym im. Wojciecha Bogusławskiego w Kaliszu (1999-2000), Teatrze Rampa na Targówku w Warszawie (2000-2004, 2007), Teatrze Polskiego Radia (2000-2001),Teatrze Telewizji (2001), Teatrze Komedia w Warszawie (2002, 2006), Teatrze Kamienica w Warszawie (2009-2014, 2017), Teatrze Syrena w Warszawie (2018).
W swojej karierze zagrała w wielu filmach i serialach telewizyjnych, często wcielając się w role drugoplanowe i epizodyczne. Występowała również w produkcjach dubbingowych oraz słuchowiskach radiowych.

## Filmografia

### Filmy fabularne
- 1999: Torowisko jako Krystyna
- 2008: Nie kłam kochanie jako recepcjonistka
- 2008: Skorumpowani[5] jako dziewczyna w klubie "Cygara"
- 2009: Demakijaż/Pokój szybkich randek[6]
- 2010: Prosta historia o miłości jako Angela
- 2013: Takie życie[7] jako Sylwia
- 2015: Na wieży Babel[8]
- 2017: Wyklęty jako sędzia przewodnicząca
- 2019: Supernova[1] jako dziennikarka
- 2022: Na chwilę, na zawsze jako fryzjerka
- 2022: Listy do M. 5 jako kobieta
- 2023: Miłość do kwadratu bez granic[9] jako mama Grażyna

### Seriale telewizyjne
- 2000: 13 posterunek 2 jako dziennikarka
- 2001: Plebania jako Bogucka
- 2001: Myszka Walewska[10] jako Ewa Tomczyk
- 2004: Kryminalni jako Jagoda Kawka
- 2004: Pierwsza miłość
- 2005-2006: Pensjonat pod Różą jako Boguśka
- 2013: Komornicy[11] jako komornik Jolanta Kowalska
- 2014–2015: Barwy Szczęścia jako Wilczyńska
- 2016: Rodzinka.pl jako właścicielka domu
- 2016: Ranczo jako urzędniczka
- 2016–2018: Szpital dziecięcy jako Zofia Czekałowska
- 2016–2023: Ojciec Mateusz jako Teresa
- 2018: Art-B. Made in Poland[12] jako Gloria Ritt
- 2019: Na Wspólnej jako dyrektorka
- 2020: M jak miłość jako matka Patrycji
- 2020–2021: Zakochani po uszy jako Malinowska
- 202-2021: Na Wspólnej jako Hanna Połaniec
- 2020–2022: Na sygnale jako Elżbieta
- 2021: Komisarz Alex jako Ewa Zubik
- 2021: Przyjaciółki jako prawniczka
- Od 2021 Gliniarze jako nadinspektor Irena Pysiak
- 2022: Rodzina na Maxa jako Anna
- 2022: Herkules jako sędzia
- 2023: Infamia jako nauczycielka WF-u
- 2023: Archiwista
- 2023: Rafi[13] jako Sylwia Kierus
- 2024: Profilerka jako Róża
- 2022–2025: 48h. Zaginieni jako Renata
- 2024: Na dobre i na złe jako Grażyna/Marilyn Monroe
- 2024: Ojciec Mateusz
- 2024: Malanowski. Nowe rozdanie
- 2025: Projekt UFO[14] jako sekretarka Puchacza
- 2025: Langer[15] jako sędzina
- 2025: Dzielnica strachu jako Kamila Mazurek

### Teatr
- 1999: Krwawe gody; reż. J. Nowara
- 1999: Królowa śniegu; reż. W. Nurkowski
- 2000: Tumor Mózgowicz jako Balantyna; reż. J. Nowara
- 2000: Antyklimaks jako Maryjka; reż. zbiorowa
- 2000: Człowiek z kabaretu; reż. J. Pietrzak
- 2000: Jeździec burzy jako Nico; reż. A. Jakubik
- 2000: Zabłąkani Trzej Królowie; reż. Grzegorz Walczak
- 2001: Król Maciuś Pierwszy; reż. C. Domagała
- 2002: Big Popiel jako Popielica; reż. A. M. Marczewski
- 2002: Chicago jako Liz, reż. K. Jasiński
- 2003: Siódme mniej kradnij jako Siostra; reż. J. Prochyra, J. Szurmiej
- 2003: Wielka woda jako Komediantka; reż. J. Szurmiej
- 2005: Zmartwychwstanie jako Panna młoda; reż. B. Poręba
- 2006: Stepping Out jako Tancerka; reż. K. Jasiński
- 2007: Jajokracja jako Karierowiczka L; reż. J. Szurmiej
- 2009: Piękne panie i panowie; reż. E. Kamiński
- 2010: Magiczne Święta MIkołaja jako Wróżka Nadzieja; reż. Artur Pastuszko
- 2010: Być jak Marlene jako Marlena Dietrich; reż. M. Bartkowicz
- 2011: Blondynki wolą mężczyzn; reż. P. Dąbrowski
- 2011: Czarne serca; reż. Robert Walkowski, P. Burczyk
- 2012: Monsters. Pieśni morderczyń; reż. R. Talarczyk
- 2012: Tango piazzola jako Maria, reż. W. Mazurkiewicz, R. Talarczyk
- 2012: Operetka jako Fior; reż. W. Kościelniak
- 2013: Porwanie Sabinek; reż. E. Kamiński
- 2012: ZUS - Zalotny uśmiech słonia jako Tina Słoń; reż. E. Kamiński
- 2015: Mężczyzna idealny jako pani psycholog; reż. S. Friedmann
- 2016: Bingo boy jako Maja, reż. M. Bartkowicz
- 2017: Pan Tenorek i jego balonik; reż. K. Jaślar
- 2017: Lekko nie będzie jako Marion; reż. T. Sapryk
- 2018: Czarownice z Eastweek jako Alex Spofford; reż. J. Mikołajczyk
- 2022: Salon odnowy jako psychoterapeutka; reż. G. Matysik
- 2022–2025: Windą do nieba... czyli czworo po czterdziestce jako Urszula; reż. D. Taraszkiewicz

### Teatr Telewizji
- 2001: Kuracja jako Agata reż. W. Smarzowski, Teatr Telewizji

### Teatr Polskiego Radia
- 2000-2001: Artur Rubinstein: "Pamiętniki muzyczne", reż. A. Piszczatowski, Teatr Polskiego Radia

## Dyskografia

### Albumy studyjne
| Rok  | Tytuł       | Pozycja na liście |
| Rok  | Tytuł       | POL               |
| ---- | ----------- | ----------------- |
| 2016 | Kołysanki   | b.d.              |
| 2022 | Szmaragdowa | b.d.              |

Single
| Rok  | Tytuł             | Pozycja na liście |
| Rok  | Tytuł             | POL               |
| ---- | ----------------- | ----------------- |
| 2024 | The Lovers' Dream | b.d.              |

## Życie prywatne
Mieszka w Warszawie. W wolnym czasie uprawia jogę i jazdę na rowerze.

## Nagrody
- Nos Teatralny - nagroda Towarzystwa Przyjaciół Teatru dla najlepiej zapowiadającego się aktora,
- Grand Prix na Festiwalu Artystycznym Młodzieży Akademickiej FAMA,
- Nagroda Prezydenta Miasta Gdyni na 24. Festiwalu Polskich Filmów Fabularnych w Gdyni za najlepszy debiut w filmie Torowisko[17],
- Nagroda za rolę kobiecą przyznaną przez Grażynę Szapołowską podczas Koszalińskiego Festiwalu Debiutów Filmowych Młodzi i Film.